# Puig dels Lladres
El Puig dels Lladres és una muntanya de 2.375 metres que es troba al municipi de Setcases, a la comarca catalana del Ripollès.